# جون بارنز (عازف جاز)
جون بارنز (بالإنجليزية: John Barnes)‏ هو عازف جاز بريطاني، ولد في 15 مايو 1932.

## وصلات خارجية
- جون بارنز على موقع ميوزك برينز (الإنجليزية)
- جون بارنز على موقع أول ميوزيك (الإنجليزية)
- جون بارنز على موقع ديسكوغز (الإنجليزية)